# 立陶宛經濟

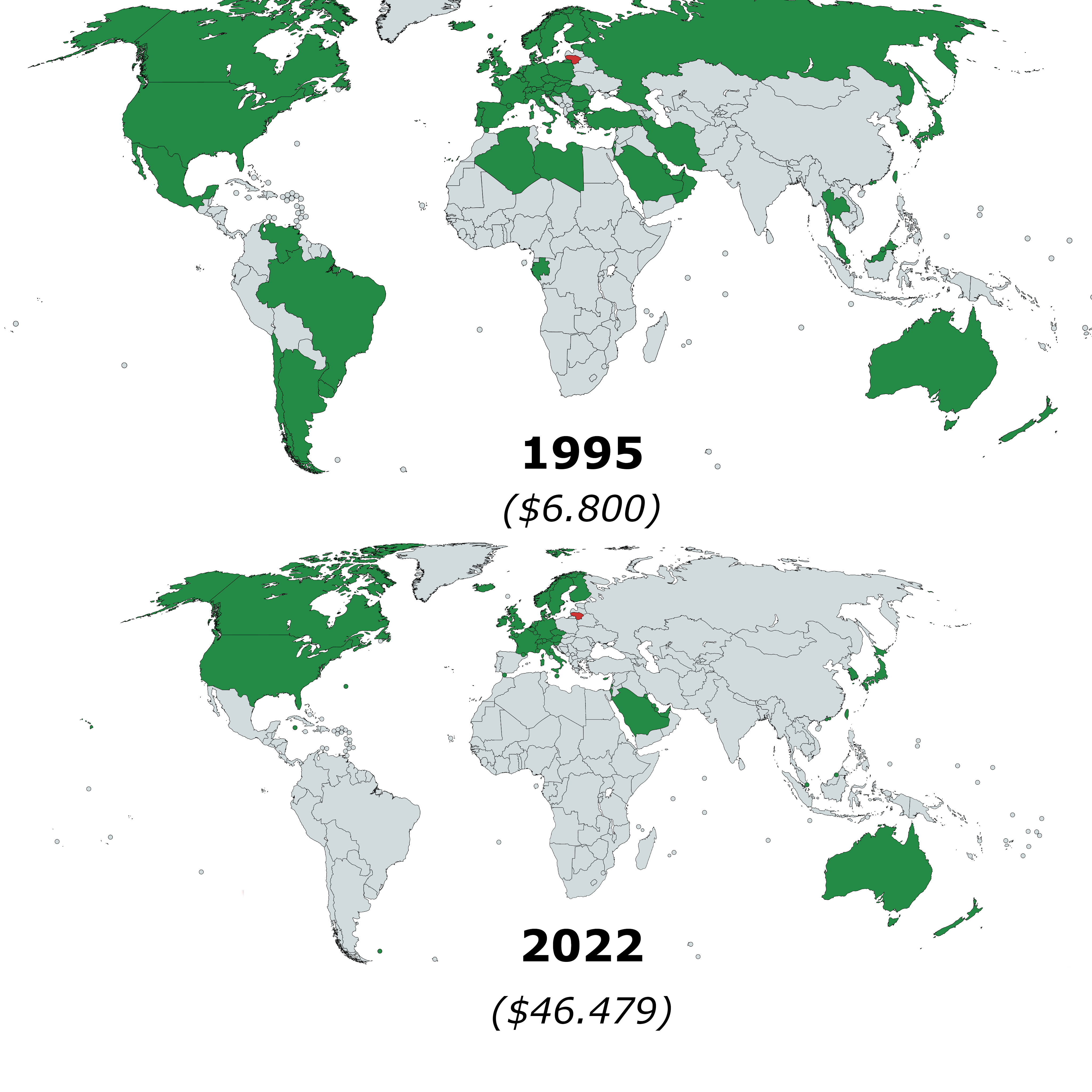
立陶宛的人均GDP（購買力平價）和其他國家的比較（1995年和2022年)

立陶宛是歐盟成員國，也是波羅的海三國中規模最大的經濟體。立陶宛是極高人类发展指数國家，也是世界贸易组织和经济合作与发展组织（OECD）成員國。立陶宛是前蘇聯的加盟共和國中，在1990年第一個宣佈獨立的國家，迅速由中央計劃經濟轉變為市場經濟，進行了許多的改革。立陶宛和其他波羅的海國家一起加入歐盟，之後成長速率很快，被稱為波羅的之虎。自從1990年宣布獨立時，立陶宛採取的國家改革，也跟著成為社會主義陣營中相對成功的案例之一，GDP已成長超過五倍。2008年，立陶宛的人均GDP達17,800美元，是波羅的海三國的第二名，僅次於愛沙尼亞。在波羅的海三國的勞動人口共有330萬人，其中140萬人住在立陶宛。
立陶宛的GDP成長率在2008年時是最高的，在2018年時也有相近的成長率。立陶宛和其他波羅的海國家一樣，在2009年出現嚴重的衰退，GDP下降了大約15%。之後在2009年的第三季開始有恢復的跡象，在2010年時GDP上昇了1.3%，在2011年的上半年成長了6.6%，是歐盟成長最快的國家之一。2010年時GDP成長已以恢復，不過成長要比2008年之前緩和。 克服金融危機的關鍵是立陶宛政府的緊縮政策。之後，立陶宛的財政條件良好，2017年的預算盈餘0.5%，債務約佔GDP的40%。2017年的預算沒有赤字，預計2018年也是如此。
在世界銀行集團的各国经商容易度列表中，立陶宛排名第11名，在美国传统基金会針對178個國家的经济自由度指数中，立陶宛排名第16名。平均來說，立陶宛的外商直接投資有95%是來自歐盟。歷來瑞典就是立陶宛最大的投資者，約佔FDI的20%至30%。進入立陶宛的外商直接投資在2017年快速上昇，是史上綠地投資數量最多的。2017年時，若考慮投資計劃的平均就業價值，立陶宛是全球排名第三名，次於爱尔兰岛和新加坡。若依经济合作与发展组织（OECD）的資料來看，立陶宛是OECD國家中，高等教育程度前五名的國家。近年來，受高等教育的勞動力吸引了信息及通信技术的投資。立陶宛政府和立陶宛銀行簡化了電子貨幣和支付機構活動許可證的申請程序，因此在歐盟金融科技計劃中，是相關具吸引力的國家。

## 外部連結
- Lithuania's Department of Statistics （页面存档备份，存于）
- Bank of Lithuania Statistics （页面存档备份，存于）
- Non-profit organization Invest Lithuania （页面存档备份，存于）
- Lithuania’s Economic Outlook for 2017–2020 （页面存档备份，存于）
- Main Lithuanian indicators （页面存档备份，存于）
- Lithuania in figures 2017 （页面存档备份，存于）

 本条目引用的公有领域材料来自美国国务院的文档《Background Note: Lithuania》 作者 Bureau of European and Eurasian Affairs。